# Călmățuiu (gmina)
Călmățuiu – gmina w Rumunii, w okręgu Teleorman. Obejmuje miejscowości Bujoru, Caravaneți, Călmățuiu i Nicolae Bălcescu. W 2011 roku liczyła 2188 mieszkańców. 